# Chloé
Chloé é uma marca francesa de moda Prêt-à-porter, acessórios e perfumes, fundada em 1952 por Jacques Lenoir e pela franco-egípcia Gaby Aghion. A marca foi criada com o bjetivo deliberar a mulher dos anos 50 da rigidez do couture. Entre os seus diretores criativos, a marca teve Karl Lagerfeld em duas eras diferentes, Martine Sitbon, Stella McCartney, Phoebe Philo, Clare Waight Keller, Natacha-Ramsay Levi, Gabriella Hearst e, desde 2023, Chemena Khamali. A Chloé recebeu a certificação B Corp em outubro de 2021.